# Єрчин
Єрчин (словен. Jerčin) — поселення в общині Подчетртек, Савинський регіон, Словенія. Висота над рівнем моря: 248,5 м.